# Margaret Alphonsi

a Compétitions nationales et continentales officielles uniquement.

b Matchs officiels uniquement.
Dernière mise à jour le  .
Margaret Alphonsi, née le 20 décembre 1983 à Lewisham (Angleterre), est une joueuse internationale anglaise de rugby à XV, ayant occupé le poste de troisième ligne aile (no 7) aux Saracens durant toute sa carrière.
Désignée meilleure joueuse du monde de l'année 2006, elle a remporté sept Tournois des Six Nations d'affilée, dont six Grand Chelem. Elle participe à deux finales de Coupe du monde en 2006 et 2010 avant de remporter le titre de championne du monde en 2014.

## Biographie

### Carrière sportive
Margaret Alphonsi naît à Lewisham, dans le sud-est de Londres, dans une famille monoparentale d'origine nigérianne. Née avec un pied bot, elle doit surmonter ce handicap pour pouvoir jouer au rugby,.
Jouant au poste de troisième ligne aile aux Saracens toute sa carrière, elle est régulièrement appelée en équipe d'Angleterre et est désignée meilleure joueuse mondiale de l'année 2006.
Elle participe à la Coupe du monde 2010 en Angleterre, mais échoue à trois points du titre suprême.

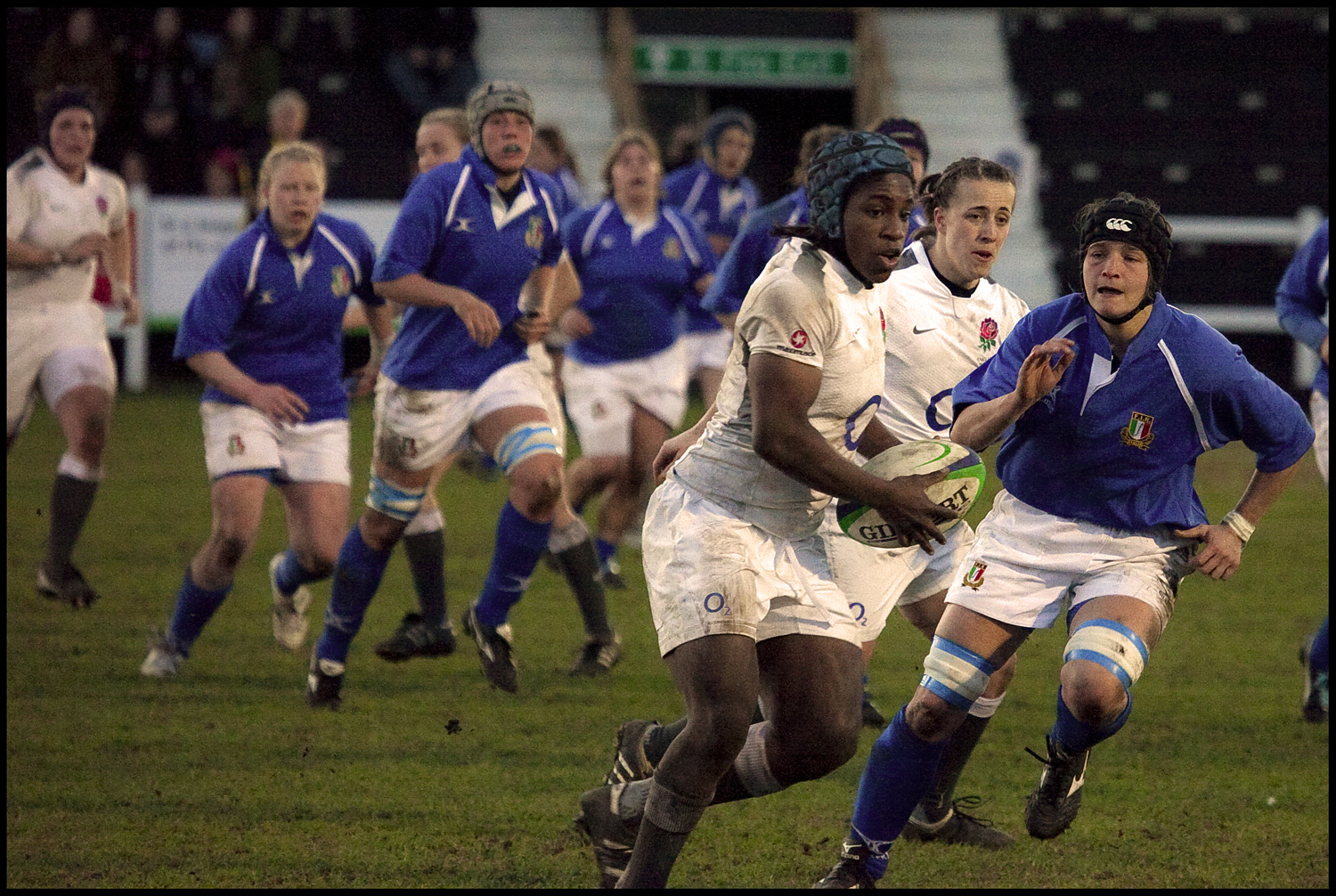
Margaret Alphonsi affronte l'Italie lors du Tournoi des Six Nations 2011.

En 2011, elle remporte le prix Pat Marshall décerné par le Rugby Union Writers' Club, où elle a devancé l'emblématique capitaine néo-zélandais Richie McCaw, devenant ainsi la première femme à remporter ce prix en 50 ans d'histoire.
En 2012, elle partage le record du septième titre consécutif des Six Nations et le sixième Grand Chelem en sept ans.
En 2014, elle participe à la Coupe du monde 2014 en France. Championne du monde, elle est élue dans l'équipe type de la compétition.

### Ambassadrice et commentatrice
Elle prend sa retraite peu après et devient entraîneuse. Elle promeut la participation et l'entraînement des femmes dans le sport.
Elle est l'ambassadrice de la Coupe du monde de rugby masculine de 2015 en Angleterre et au pays de Galles, et devient l'ambassadrice de plusieurs organisations caritatives et à but non lucratif, dont Peace One Day, Wooden Spoon, Sporting Equals et SKRUM, qui vise à donner à la jeunesse africaine un espoir pour l'avenir grâce au rugby.[réf. nécessaire]
En 2016, elle tente de se qualifier aux Jeux olympiques d'été de 2016 à Rio de Janeiro dans l'épreuve de lancer du poids, sans succès.
En 2019, elle a fait partie du panel de vote pour le titre de Joueur de l'année du XV masculin de World Rugby, le titre d'Équipe de l'année de World Rugby et le titre d'Entraîneur de l'année de World Rugby.
Alphonsi est titulaire d'une maîtrise en Sciences du sport et de l'exercice de l'université de Roehampton, d'une licence en Sciences du sport et de l'exercice de l'université De Montfort et d'un diplôme national BTEC en Études des loisirs du Hertford Regional College (en). L'université du Bedforshire lui a décerné un doctorat honorifique en arts[source insuffisante]. Elle mène en parallèle des carrières d'ambassadrice du rugby féminin et de commentatrice pour la télévision.

## Statistiques en équipe nationale
- 74 sélections en équipe d'Angleterre ; 145 points inscrits (29 essais)[1].

## Palmarès

### En club
- Vainqueur du Championnat d'Angleterre en 2015 avec les Saracens.

### En équipe nationale
- Vainqueur du Tournoi des Six Nations en 2006 (Grand Chelem), 2007 (Grand Chelem), 2008 (Grand Chelem), 2009, 2010 (Grand Chelem), 2011 (Grand Chelem) et 2012 (Grand Chelem).
- Finaliste de la Coupe du monde en 2006 et 2010.
- Vainqueur de la Coupe du monde en 2014.

### Distinctions personnelles
- Élue Meilleure joueuse du monde en 2006.